# Compsibidion clivum
Compsibidion clivum är en skalbaggsart som beskrevs av Martins 1971. Compsibidion clivum ingår i släktet Compsibidion och familjen långhorningar.
Artens utbredningsområde är Venezuela. Inga underarter finns listade i Catalogue of Life.